# Charles-François Daubigny
Charles-François Daubigny (Parigi, 15 febbraio 1817 – Parigi, 19 febbraio 1878) è stato un pittore francese, considerato una delle figure più significative della scuola di Barbizon e uno dei più importanti precursori dell'Impressionismo.

## Biografia
Charles-François Daubigny nacque il 15 febbraio 1817 in una famiglia di artisti. Formatosi come restauratore di opere d'arte al Louvre (esperienza che lo aiutò a padroneggiare la tecnica pittorica con notevole virtuosismo), si avvicinò alla pittura sotto l'impulso del padre Edmond-François Daubigny e dello zio miniaturista Pierre Daubigny.
Inizialmente era profondamente legato ad uno stile accademico a soggetto storico, ma a partire dal 1843, quando si trasferì a Barbizon, cominciò a dedicarsi alla pittura en plein air e a temi paesaggistici. Agli esordi allievo di Jean-Victor Bertin e di Jacques Raymond Brascassat, grazie all'incontro con Jean-Baptiste Camille Corot nel 1852 ad Optevoz definì la propria maniera personale. Nel famoso battello Botin, dove Daubigny stabilì il suo studio nel 1857, visse a contatto diretto con la natura, scendendo i corsi d'acqua dell'Ile-de-France e della Normandia e dipingendo numerosissime vedute della Senna e dell'Oise. Oltre a quella di Corot, importante fu per lui l'influenza di un altro pittore francese di metà Ottocento, il realista Gustave Courbet.
Nel 1866 Daubigny si recò in Inghilterra, dove rimase fino al 1870, anno in cui scoppiò la guerra franco-prussiana. A Londra incontrò Claude Monet, con il quale fece un viaggio nei Paesi Bassi. Tornato in Francia, conobbe il giovane Paul Cézanne, uno dei tanti impressionisti notevolmente influenzati dallo stile di Daubigny.

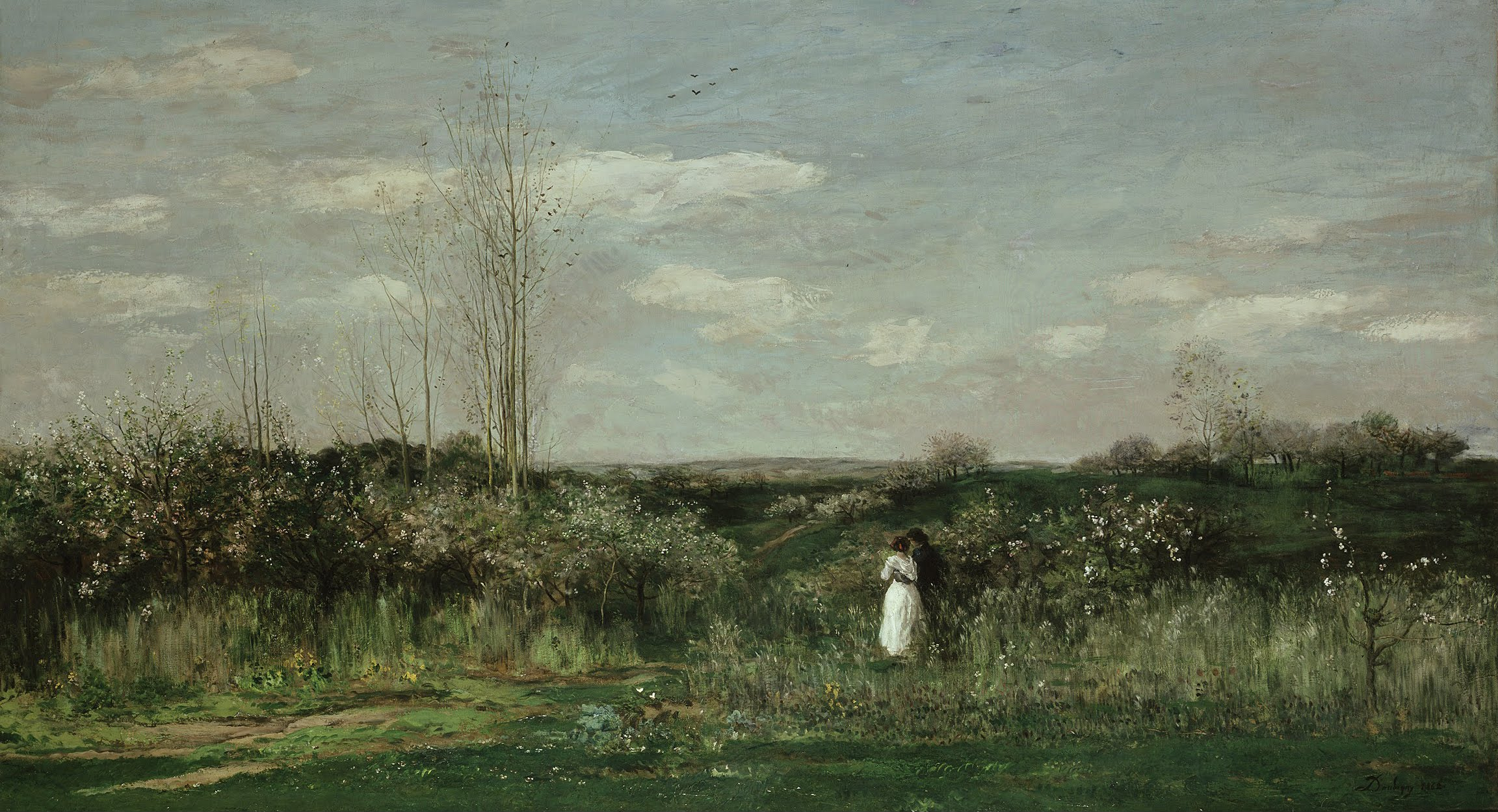
Charles-François Daubigny, Paesaggio primaverile (1862); olio su tela, 133x240 cm, Alte Nationalgalerie, Berlino

Il periodo più maturo di Daubigny si situa approssimativamente nel decennio che va dal 1864 fino al 1874: i soggetti rappresentati in quegli anni erano soprattutto paesaggi con molti alberi frondosi e fiumi popolati da anatre. A proposito di questi uccelli, si racconta che quando Daubigny si riteneva soddisfatto del proprio lavoro, amava aggiungere al quadro appena compiuto una o più anatre a seconda del gradimento che provava nei confronti dell'opera. Dal numero delle anatre presenti in un quadro si può quindi dedurre quanto il pittore fosse compiaciuto della qualità di quel suo lavoro.
Pare che Daubigny non riuscisse a separarsi dalle sue opere preferite: affermava che «les meilleurs tableaux ne se vendent pas» ("i migliori dipinti non si vendono").  Probabilmente questo fu uno dei motivi per cui i quadri più riusciti non erano conosciuti tra i suoi contemporanei. Divenne famoso soprattutto per le sue vedute dei fiumi; tuttavia tutti i quadri con questo genere di soggetto sono di piccole dimensioni.
Morì a Parigi all'età di 61 anni e fu sepolto nel cimitero di Père-Lachaise.
Nominato ufficiale della Legion d'Onore, Daubigny ebbe vasta eco nella pittura paesaggista del tempo: oltre a suo figlio Karl, che spesso mise mano ai lavori del padre aiutandolo a completare molti dipinti, fra i suoi seguaci ricordiamo Antonio Carvalho da Silva Porto, Pierre Damoye, Antoine Guillemet, Hippolyte Camille Delpy e Achille Oudinot.

## Stile

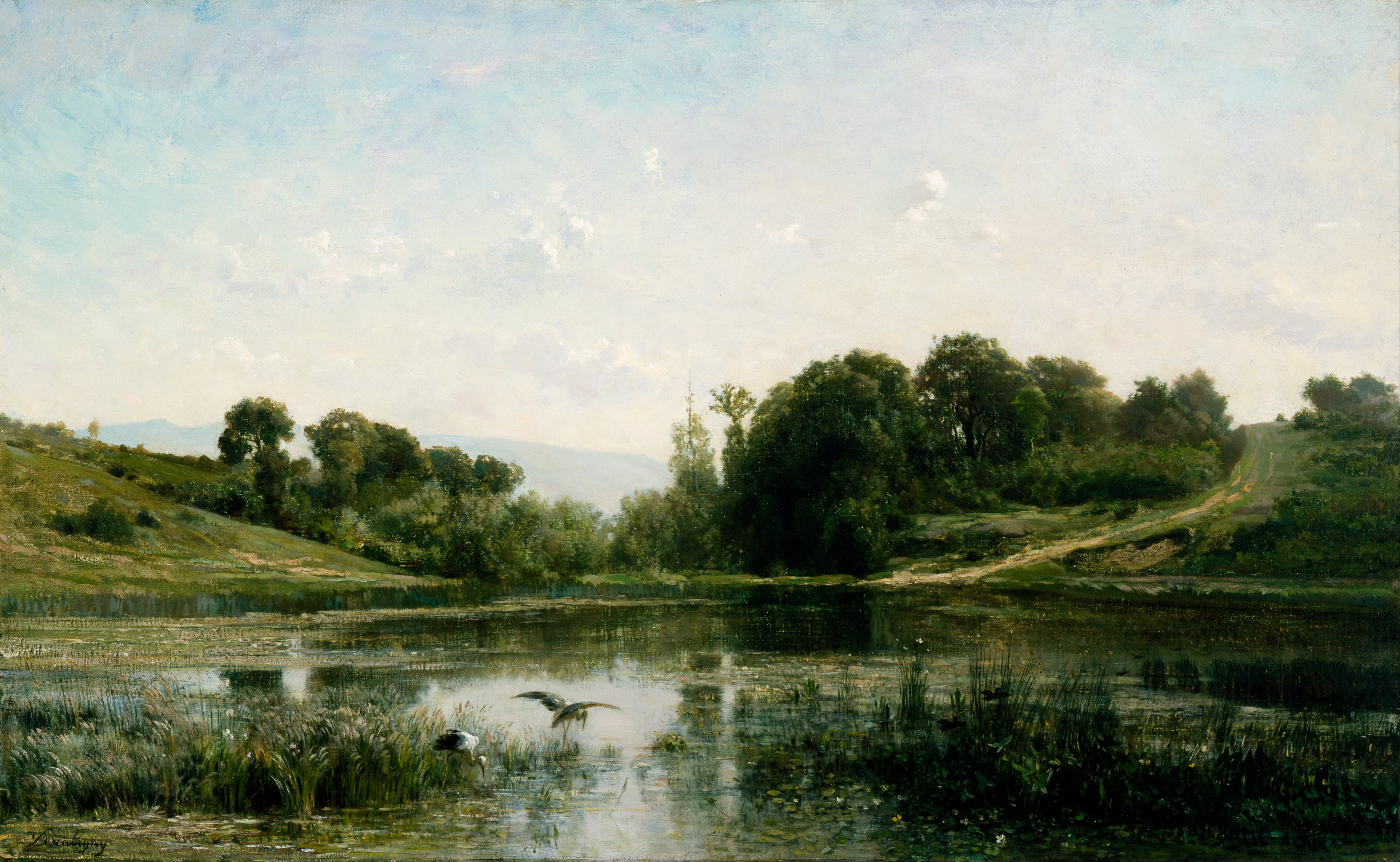
Charles-François Duabigny, Gli stagni di Gylieu; olio su tela, 99.7x62 cm, Cincinnati Art Museum

Riportiamo di seguito un commento di Louis Gillet:
(Louis Gillet)